# Kajakcross
Kajakcross, även kallat extremslalom, är en kanotsport som är forspaddlingens motsvarighet till utförsåkningens skicross och boardercross.
I kajakcross startar flera åkare samtidigt och skall så snabbt så möjligt passera genom en bana i forsen. Banan är markerad med bojar eller portar vilka paddlarna måste passera. Missas en sådan är paddlaren diskvalificerad. Vid varje port/boj finns en domare.
Tacklingar och knuffar med öppen hand är tillåtna mellan deltagarna, men paddeln får inte användas till tacklingar.
I Sverige anordnas Sverigecup i Kajakcross. En känd tävling är Kvarncrossen som hålls varje vår i Fyrisån inne i centrala Uppsala.